# Glenea flavotransversevittata
Glenea flavotransversevittata là một loài bọ cánh cứng trong họ Cerambycidae.